# Bissisarri
Bissisarri (Bixessarri) è un villaggio di Andorra, nella parrocchia di Sant Julià de Lòria, con 40 abitanti (dato del 2010) .